# 馬利伊夫西克
48°28′20″N 36°47′42″E / 48.47222°N 36.79500°E
馬利伊夫西克（烏克蘭語：Маліївське），是烏克蘭中部的村莊，隸屬第聶伯羅彼得羅夫斯克州的錫內利尼科韋區。該村距離佐里亞涅2.5公里，海拔高度160米。